# أنا، أمي وبثينة (فلم)
أنا، أمي وبثينة هو فيلم تلفزي مغربي من إخراج أحمد بولان سنة 2003، وبطولة كل من حسن الفد، أمال الشبلي، حبيبة المذكوري، هند السعديدي، وآخرون.

## القصة
يحكي الفيلم قصة «إبراهيم»، شاب يعمل في إسبانيا برفقة أمه التي أوصته أن يدفنها في المغرب بعد وفاتها. لكن عند وفاة هذه الأخيرة، يجد «إبراهيم» نفسه في مأزق. فهو لا يملك المال الكافي ليأخذ الجثة إلى المغرب، فيُقرّر أن يخبئ الجثة في سيارته. لكن عندما يعبر الحدود الإسبانية وعند وصوله إلى المغرب، تُسرق منه السيارة وبداخلها جثة أمه. لتبدأ مغامرة إبراهيم في البحث عن الجثة، مغامرة مليئة بالمواقف الكوميدية.

## الممثلون
- حسن الفد: إبراهيم
- أمال الشبلي: بثينة
- حبيبة المذكوري: الأم
- هند السعديدي: الزوجة

## روابط خارجية
- مقالات تستعمل روابط فنية بلا صلة مع ويكي بيانات

- أنا، أمي وبثينة  في قاعدة بيانات الأفلام على الإنترنت (بالإنجليزية)